# Римско освајање Британије
Римско освајање Британије био је постепен процес, започет 43. године, када је цар Клаудије послао четири легије да покоре Британију.

## Узроци
Римска држава, окружена варварима, морала је одбијати њихове нападе са својих граница војничком силом. Најбољи начин заштите био је покоравање граничних области. Примењујући овај принцип, Римљани су своје границе знатно проширили за неколико векова и удаљили их од своје матичне земље на Апенинском полуострву. Међутим, прави разлог освајања није био само одбрана граница већ тежња за новим територијама због њихових природних богатстава, као и због прилива робова из покорених земаља. Рим је био највећа робовласничка држава света у којој су све физичке, па и многе интелектуалне послове обављали робови.
Када су се границе Римског царства помериле на запад, до Атлантског океана, дошао је ред на Британију, да и она послане плен римског освајања. За Римљане, Британија је било острво на самом рубу познатог света, покривено густом шумом и обавијено маглом; али су такође знали да се у дубини земље крију налазишта обојених метала и гвожђа. Осим тога, Британија је Римљанима била позната и као земља у којој се гаје житарице. Римљани су Британију ценили и као могући извор робовске снаге. Лепо развијени, плавокоси Келти имали су високу цену на тржишту робова. Ипак, ово острво није било довољно богато да привуче римске освајаче све до пред почетак наше ере, када су се римске легије, под командом прослављеног војсковође Јулија Цезара, први пут искрцале на њене обале.

### Цезарови походи на Британију

#### Повод
Разлози Цезаровог похода на Британију су прилика да се домогне нових заробљеника које ће продати на пијаци и сазнање да Британија поседује руде бакра и калаја. Осим тога, келтско племе Брити, са југа острва, ометало је његово ратовање у Галији. Шаљући им жито, Брити су помагали сродна племена у северној Галији, која су била под римском влашћу. Цезар је намеравао да покори Британију и тако онемогући снабдевање северне Галије.

#### Походи
Пошто је сакупио извесне податке од извидница које је послао да испитају британске обале, Цезар се искрцао на острво са војском 55. п. н. е. Ступивши на британско тло, Цезар се могао уверити да међу домаћим племенима постоји велика неслога. После три седмице, Цезар се повукао преко Ламанша и свој поход на Британију продужио следеће године. Цезар се, са војском од 25 000 легионара, искрцао на јужној страни острва и одатле кренуо према седишту земље. Овде се сукобио са владаром најмоћнијег племена, Касивелаунусом. Пошто је повео са собом таоце и добио обећање да ће Брити редовно плаћати данак, Цезар се вратио у Галију. Након овог похода, Цезар више није одлазио у Британију.

## Британија између Цезарових и Клаудијевих похода
Као што је познато, Цезар је 49. п. н. е. ступио у престоницу са својим јединицама и преузео власт у самом Риму. Пошто је променио устав, Цезар је владао Римом као апсолутни господар, што је био повод присталица републике да га убију у Сенату. Међутим, Цезарови наследници наставили су да владају Империјом као цареви из Јулијевско-клаудијевске династије. Један од припадника ове династије, император Клаудије, организовао је нови поход на Британију.
Цело једно столеће после Цезаровог похода, Британија је наставила да живи старим животом. Нема података о томе да ли је исплаћиван данак на који се Касивелаунус обавезао Цезару. Па ипак, везе између Рима и Британије постајале су све живље и романизација се вршила, иако земља још није била у саставу Империје. У јужној Британији било је више трговачких колонија у којима се говорило латинским језиком.

## Клаудијев поход
Године 43, император Клаудије послао је четири легије, са око 50.000 људи, да покоре и поседну Британију. Пред оволиком силом, домороци се повлаче у своје мочварне шуме, желећи да непријатеља онемогуће природним препрекама. Римљани су се послужили домаћим издајницима који су их повели кроз мочвару. На тај начин је жестоки отпор Брита био савладан. Када је победа била осигурана, сам Клаудије је лично дошао и преузео команду. После кратког боравка на острву, Клаудије се враћа у Рим, а легије остају на острву. 
У Клаудијевим походима истакао се Веспазијан који је предводио једну легију и својим освајањима приграбио за себе привилегије.
Задуго су још Келтска племена пружала отпор окупаторима, али је њихов отпор био необједињен и осуђен на пораз. Племенска војска није се могла мерити са савршено дисциплинованим римским легијама. Међу побунама у Британији истиче се Будикина побуна.

## Будикин устанак
Будикин народ, Ицени, био је изложен безобзирној пљачки, а она сама и њене кћери претрпеле су тешку увреду од стране Римљана. Тада се ова жена ставила на чело свог народа и подигла устанак 60. године, у време владавине цара Нерона. У устанку су три римска града тешко страдала. Гневни Брити побили су много људи, жена и деце у Колчестеру, Верулануму и Лондону. Убијено је око 70.000 душа. Ускоро затим је уследила римска одмазда. Главнина легија налазила се тада у походу на друидски центар на острву Англсију у Ирском мору. Одатле су легије усиљеним маршем стигле у југоисточну Енглеску где су се без милости обрачунале са побуњеним Иценима. Године 61, видевши да је битка изгубљена, краљица Будика је одузела себи живот.

## Даља освајања
После гушења Будикиног устанка, Римљани су се позабавили освајањем нових области на северу и западу острва, где су се у планинама налазила чврста упоришта ратоборних племена. Међутим, ни ови борбени варвари нису могли одолети римском надирању. Иако су били бројнији од римске војске, у борби су ипак подлегли пред римском војном силом. Римљани су своје походе одлично припремали. Јединице које су наступале у непријатељском територију утврђивале су се где год су се заустављале. Уз то се одмах приступало изградњи пута који је повезивао истурени део војске са њеном главнином.
Савршенство римске организације може се схватити када се упореди са каснијим освајањима Англосаксонаца и Нормана. Римљани су, на пример, покорили планинску покрајину Велс за свега 35 година од искрцавања у Британију. Међутим, Англосаксонцима уопште није пошло за руком да покоре Велс, а Нормани који су завладали Енглеском после њих, успели су да наметну своју власт Велшанима тек након више од две стотине година после свог доласка у Британију.